# Cubilia albosetosa
Cubilia albosetosa là một loài bọ cánh cứng trong họ Cerambycidae.